# Lionel Kieseritzky
Lionel Adalbert Bagration Felix Kieseritzky, (Dorpat, Estònia, 1 de gener de 1806 - París, França, 18 de maig de 1853) fou un jugador d'escacs gerrmanobàltic, adscrit a l'Escola romàntica, i especialment conegut en el món escaquístic pel fet que fou el perdedor de la partida denominada La Immortal, jugada contra Adolf Anderssen.
|  |

## Orígens
Kieseritzky va néixer en una família d'alemanys del Bàltic (probablement amb arrels poloneses). Entre 1825 i 1829, va estudiar a la Universitat de Dorpat, i va començar a treballar com a professor de matemàtiques, igual que Anderssen. Entre 1838 i 1839, Kieseritzky va jugar un matx per correspondència contra Carl Jaenisch, que va restar inacabat, perquè va haver d'anar-se a París. S'hi va instal·lar com a jugador d'escacs professional, donant classes o jugant partides per cinc francs a l'hora al Café de la Régence i editant una revista d'escacs.

## Carrera escaquística
Als anys 1840, va esdevenir un dels quatre principals mestres francesos del moment, juntament amb Louis de La Bourdonnais, Pierre-Charles Fournier de Saint-Amant i Boncourt, i durant uns quants anys abans de morir, fou considerat un dels dos jugadors més forts del món, conjuntament amb Howard Staunton. El seu grau de coneixement del joc era molt rellevant, i va fer contribucions a la teoria dels escacs, però la seva carrera va ser plena de mala sort. El 1842 va empatar un matx contra Ignazio Calvi (+7 =1 -7). El 1846 va guanyar-ne dos contra els mestres alemanys: Bernhard Horwitz (+7 -4 = 1) i Daniel Harrwitz (+11 -5 = 2). Va gaudir d'altres magnífiques victòries al llarg de la seva carrera, però no va tenir prou coratge quan es tractava de joc de torneig.

### Torneig de Londres 1851 i partida immortal

Animació de la Partida Immortal.

El 1851 va ser convidat a jugar al primer torneig d'escacs internacional de la història, el Torneig de Londres de 1851, un torneig eliminatori en què va ser derrotat en primera ronda 0.5-2.5 per Adolf Anderssen, vencedor final. Una de les partides va acabar en només 20 minuts després d'un bluff que Staunton va descriure com «inigualable fins i tot entre els principiants del joc», l'altra derrota va ser igualment deguda a greus errors. No obstant això, durant aquest temps a Londres, Kieseritzky també va jugar una partida amistosa contra Anderssen que ha encantat generacions d'escaquistes, i que ha estat anomenada com a "La Immortal". Tot i la derrota, de fet va ser Kieseritzky que la va anotar i publicar quan era editor de la revista La Régence.
Kieseritzky mai va ser un home popular a causa del seu caràcter narcisista —es considerava a si mateix com el «Messies dels escacs»— i el 1853 va morir després d'un atac d'una malaltia mental. Va ser enterrat en una pobra sepultura.

## Partida destacada
La següent partida, jugada a París el 1844 contra Johann Wilhelm Schulten, representa la seva combinació més subtil i té certa similitud amb la famosa "Immortal" que perdria set anys després:
1.e4 e5 2.f4 exf4 3.Ac4 Dh4+ 4.Rf1 b5 5.Axb5 Cf6 6.Cc3 Cg4 7.Ch3 Cc6 8.Cd5 Cd4 9.Cxc7 + Rd8 10.Cxa8 f3! 11.d3 f6 12.Ac4 d5 13.Axd5 Ad6 14.De1? (14.e5! Sembla afavorir a les blanques. En comptes d'això permet un bonic mat forçat.) 14 ... fxg2 + 15.Rxg2 Dxh3 +!! 16.Rxh3 CE3 + 17.Rh4 Cf3 + 18.Ch5 Ag4 # 0-1

## Contribució a la teoria d'obertures
En la teoria d'obertures el seu nom ha fet història al gambit de rei en la variant següent:
1.e4 e5 2.f4 exf4 3.Cf3 g5 4.h4 g4 5.Ce5, aquest moviment és el que rep el nom de gambit Kieseritzky, la continuació més emprada anteriorment era el gambit Algaier, que sorgeix després de 5.Cg5 h6 6.Cxf7 Rxf7 7.Ac4+. Davant la jugada de Kieseritzky 5.Ce5 el negre té diverses possibles continuacions inferiors com ara 5…h5, o 5…Cc6. La millor continuació sembla 5…Cf6!.
El seu nom és lligat també, conjuntament al de Samuel Boden, al gambit Boden-Kieseritzky, un gambit que es pot plantejar des de l'obertura de l'alfil (1. e4 e5 2. Ac4 Cf6 3. Cf3) o des de la defensa Petrov (1. e4 e5 2. Cf3 Cf6 3. Ac4), la variant principal del qual és 3. …Cxe4 4. Cc3 Cxc3 5. dxc3 f6 (Codi ECO C42).